# 南十八尖山
南十八尖山 （英語：South Eighteen Peaks Mountain），原名赤山，是台灣新竹市南港的丘陵地，靠近苗栗縣及十七公里海岸線，入口位於南港街。因為在十八尖山南邊而得名，事實上兩者並無關係。原為童軍用地，現在則兼具休閒功能。